# Ингвар Эггерт Сигюрдссон
Ингвар Эггерт Сигюрдссон (исл. Ingvar Eggert Sigurðsson, исландское произношение [iŋkvar̥ ˈɛkkɛr̥t ˈsɪːɣʏr̥θsɔn]; род. 22 ноября 1963, Рейкьявик) — исландский актёр, сценарист и продюсер. Известность приобрел благодаря ролям в фильмах «К-19», «Ангелы Вселенной», а также в роли Анатолия Букреева в фильме «Эверест».
Ингвар шесть раз становился лауреатом премии Edda Award в номинации «Лучший актёр» — 1998, 2000, 2004, 2006, 2007 и 2014 годах, в том числе за роль в фильме «Ангелы Вселенной». Также в 2000 году стал обладателем приза зрительских симпатий на вручении премии Европейской киноакадемии за роль в фильме «Ангелы Вселенной».

## Карьера
В 1990 году окончил Исландскую школу драмы, через год поступил на работу в Национальный театр Исландии, где сыграл множество ролей.
Дебют Ингвара Эггерта Сигюрдссона случился в 1990 году, где он снялся в короткометражном фильме «SSL-25». После чего снимался лишь в ряде малоизвестных исландских фильмах.
Более широкая известность пришла в обоих фильмах Фридрика Тоура Фридрихссона — «Соколы» и «Ангелы Вселенной», где он сыграл ведущие роли. За роль в последнем фильме был удостоен специального приза на Берлинском кинофестивале.
После чего снялся в голливудском фильме Кэтрин Бигелоу «К-19». В 2005 году сыграл роль тролля Гренделя в фильме канадского режиссёра Стурлы Гуннарссона «Беовульф и Грендель».
В 2008 в Германии присутствовал на премьере фильма «Рейкьявик-Роттердам», где сыграл роль одного из главных героев — Стейнгримюра. Снялся в фильме «Трясина» по роману Арнальдура Индридасона, где сыграл роль комиссара Эрлендура Свейнссона. За что получил приз Валансьенского кинофестиваля
В 2015 году снялся в фильме Балтазара Кормакура «Эверест», где снялся в роли казахстанского альпиниста Анатолия Букреева, в тот момент когда он был гидом группы Скотта Фишера.

## Творчество

### Фильмография
| Год  |   | Русское название                                  | Оригинальное название                       | Роль                                                   |
| ---- | - | ------------------------------------------------- | ------------------------------------------- | ------------------------------------------------------ |
| 1990 | ф | SSL-25                                            | Оригинальное название неизвестно            |                                                        |
| 1992 | ф | Ingaló                                            | Ingaló                                      | Скули                                                  |
| 1994 | ф | Небесный дворец                                   | Skýjahöllin                                 | Пабби Алла                                             |
| 1995 | ф | Мечта каждого человека                            | Í draumi sérhvers manns                     |                                                        |
| 1996 | ф | Остров дьявола                                    | Djöflaeyjan                                 | Грёни                                                  |
| 1997 | ф | Жемчуг и Свиньи                                   | Perlur og svín                              | Виктор                                                 |
| 1997 | ф | Stikkfrí                                          | Оригинальное название неизвестно            | Хильмар                                                |
| 1998 | ф | Бесследно                                         | Sporlaust                                   | Оли                                                    |
| 1998 | ф | Слурпинн & Ко.                                    | Slurpinn & Co.                              |                                                        |
| 2000 | ф | Ангелы Вселенной                                  | Angels of the Universe                      | Паул                                                   |
| 2001 | ф | Монстр                                            | No Such Thing                               | Dr. Svendsen                                           |
| 2001 | ф | Драмарама                                         | Dramarama                                   | Солви                                                  |
| 2001 | ф | Нет такой вещи                                    | No Such Thing                               |                                                        |
| 2002 | ф | Соколы                                            | Fálkar                                      | Иоганн                                                 |
| 2002 | ф | К-19                                              | K-19: The Widowmaker                        | Виктор Горелов,капитан 3-го ранга и главный инженер    |
| 2003 | ф | Бурная Погода                                     | Stormy Weather                              | Гуннар                                                 |
| 2004 | ф | Холодный свет                                     | Kaldaljós                                   | Олдер Гример                                           |
| 2004 | ф | Любовь в воздухе                                  | Love Is in the Air                          |                                                        |
| 2005 | ф | Беовульф и Грендель                               | Beowulf & Grendel                           | Грендель                                               |
| 2006 | ф | Трясина                                           | Mýrin                                       | Эрлендур                                               |
| 2007 | ф | Странные родители                                 | Parents                                     | зпизод                                                 |
| 2008 | ф | Рейкьявик-Роттердам                               | Reykjavík-Rotterdam                         | Кристофер                                              |
| 2010 | ф | Подводное течение                                 | Brim                                        | шкипер Антон                                           |
| 2011 | ф | Вежливые люди (фильм)                             | Polite People                               | Торстейн                                               |
| 2013 | ф | Металлистка                                       | Málmhaus                                    | Карл, отец Геры                                        |
| 2013 | ф | О лошадях и людях                                 | Hross í oss                                 |                                                        |
| 2015 | ф | Эверест                                           | Everest                                     | Анатолий Букреев, альпинист и гид группы Скотта Фишера |
| 2015 | ф | Воробьи                                           | Þrestir                                     | Гуннар                                                 |
| 2016 | ф | Водный эффект                                     | L'Effet aquatique                           | Сигги                                                  |
| 2016 | ф | Клятва                                            | Eiðurinn                                    | Халлдор                                                |
| 2017 | ф | Лига справедливости                               | Justice League                              | Мэр                                                    |
| 2018 | ф | Фантастические твари: Преступления Грин-де-Вальда | Fantastic Beasts: The Crimes of Grindelwald | Гриммсон                                               |
| 2019 | ф | Белый, белый день                                 | Hvítur, hvítur dagur                        | Ингимундур                                             |
| 2021 | ф | Катла                                             | Katla                                       | Тор                                                    |
| 2022 | ф | Варяг                                             | The Northman                                | ведьмак                                                |

### Работы сценариста
| Год  |   | Русское название | Оригинальное название | Роль |
| ---- | - | ---------------- | --------------------- | ---- |
| 2007 | ф | Родители         | Foreldrar             |      |

### Продюсерские работы
| Год  |   | Русское название     | Оригинальное название | Роль |
| ---- | - | -------------------- | --------------------- | ---- |
| 2006 | ф | Дети                 | Börn                  |      |
| 2007 | ф | Родители             | Foreldrar             |      |
| 2011 | ф | Городской штат       | Borgríki              |      |
| 2014 | ф | Кровь храбрых мужчин | Borgríki 2            |      |

## Награды и номинации

### Награды
- 1998 — Премия «Edda Award» — лучший актёр года, за фильм «Слурпинн & Ко.»
- 1999 — Премия Берлинского международного кинофестиваля (премия «Падающая звезда[англ.]»)
- 2000 — Премия «Edda Award» — лучший актёр года, за фильм «Ангелы Вселенной»
- 2000 — Премия «Европейской киноакадемии» — приз зрительских симпатий, за фильм «Ангелы Вселенной»
- 2001 — Премия «Международного кинофестиваля Троя» — лучший актёр года, за фильм «Ангелы Вселенной»
- 2004 — Премия «Edda Award» — лучший актёр года, за фильм «Холодный свет»
- 2004 — Премия "«Международного кинофестиваля Троя» — лучший актёр года, за фильм «Холодный свет»
- 2006 — Премия «Edda Award» — лучший актёр года, за фильм «Трясина»
- 2007 — Премия «Edda Award» — лучший актёр года, за фильм «Странные родители»
- 2008 — Премия «Валансьенского Международного фестиваля» — лучший актёр года, за фильм «Трясина»
- 2014 — Премия «Edda Award» — лучший актёр года, за фильм «О лошадях и людях»

### Номинации
- 2000 — Премия «Европейской киноакадемии» — лучший актёр года, за фильм «Ангелы Вселенной»
- 2004 — Премия «Европейской киноакадемии» — лучший актёр года, за фильм «Холодный свет»
- 2011 — Премия «Edda Award» — «лучший актёр» и «лучший сценарий»